# Europäisches Weltraumforschungs- und Technologiezentrum

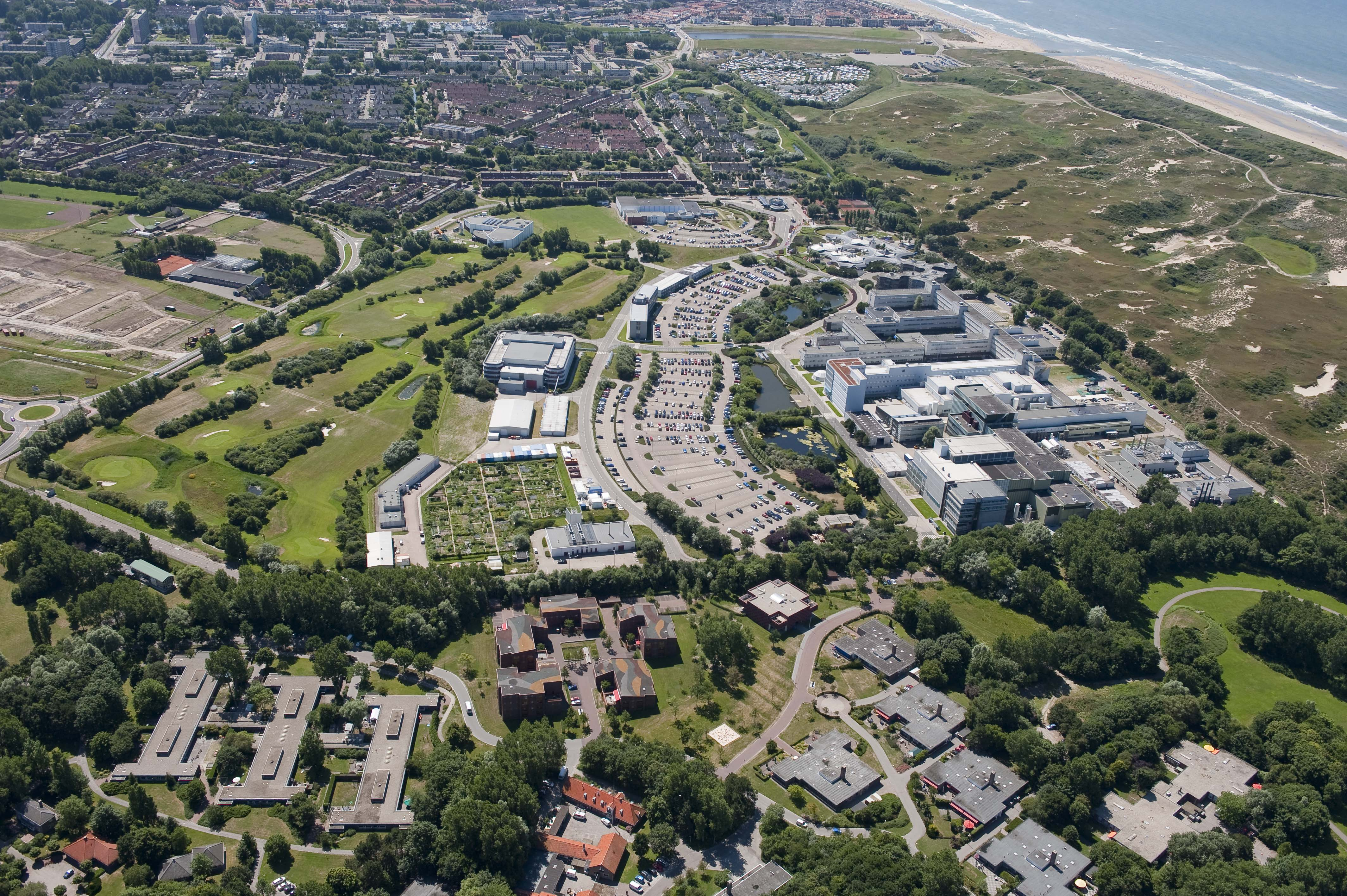
Luftaufnahme des ESA-ESTEC-Geländes in Noordwijk an Zee, Niederlande

Das Europäische Weltraumforschungs- und Technologiezentrum (englisch European Space Research and Technology Centre, kurz ESTEC) ist Teil der Europäischen Weltraumorganisation (ESA) mit Sitz in Noordwijk, Niederlande. ESTEC ist der größte Standort der ESA.
Insgesamt gibt es über 35 verschiedene Labore und Einrichtungen. Hier findet ein Großteil der technischen Planung und der Koordination mit der Industrie für die Missionen statt. Im ESTEC werden auch die Satelliten auf ihre Tauglichkeit für Weltraumbedingungen getestet. Dazu gehören u. a. Vibrations- und Schocktests, Thermal-/Vakuum-Tests und Weltraumsimulation sowie Tests für Elektromagnetische Verträglichkeit (EMV).
Des Weiteren sind auch Labore für die Materialprüfung in der ESTEC untergebracht. Hier werden u. a. die in Satelliten verbauten Kunststoffe und Metalle mit verschiedenen Outgassingtests (zum Beispiel Micro-VCM, TGA) auf ihre Weltraumtauglichkeit getestet. Für tribologische Aspekte und zur Untersuchung von Schmierstoffen besteht ein eigenes Labor, das European Space Tribology Laboratory (ESTL).
Auf dem Gelände befindet sich auch die Space Expo Noordwijk.
Auch das Advanced Concepts Team (ACT), eine multidisziplinäre Forschungseinrichtung, die sich mit fortgeschrittenen und zukünftigen Technologien, Strategien und Themen befasst, ist am ESTEC eingerichtet.
Die Gründung erfolgte 1968. Leiter der Einrichtung ist Dietmar Pilz.